# Pyle
Pyle är en ort och community i Storbritannien.   Den ligger i kommunen Bridgend och riksdelen Wales, i den södra delen av landet, 250 km väster om huvudstaden London. Antalet invånare i communityn är 7 405 (2011). 